# 21455 Макфаленд
21455 Макфаленд (21455 Mcfarland) — астероїд головного поясу, відкритий 20 квітня 1998 року.
Тіссеранів параметр щодо Юпітера — 3,412.